# المستوى التنفيذي للحرب

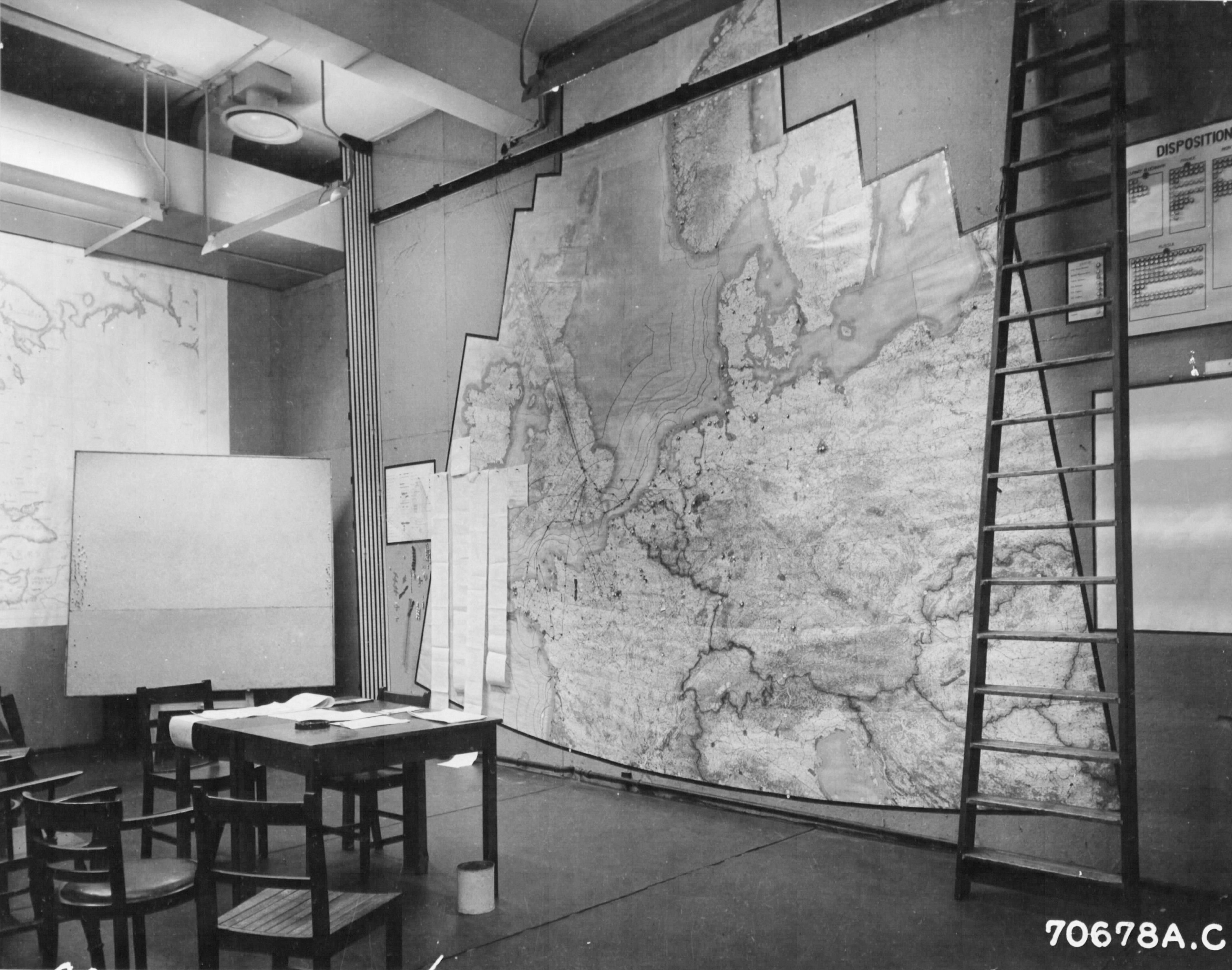
خريطة التخطيط التشغيلي للحرب العالمية الثانية

في مجال النظرية العسكرية، يمثل المستوى التشغيلي للحرب (ويسمى أيضًا الفن التشغيلي، كما هو مشتق من الروسية: оперативное искусство، أو الحرب التشغيلي) مستوى القيادة الذي يربط تفاصيل التكتيكات بأهداف الإستراتيجية.
في العسكرية الأمريكية المشتركة، الفن التشغيلي هو «النهج الإدراكي من قبل القادة والموظفين، مدعومًا بمهاراتهم ومعرفتهم وخبراتهم وإبداعهم وحكمهم لتطوير الاستراتيجيات والحملات والعمليات لتنظيم القوات العسكرية وتوظيفها من خلال دمج الأهداف، الطرق، والوسائل». ويربط بين الاحتياجات السياسية والقوة العسكرية.يتم تعريف الفن التشغيلي من خلال نطاقه العسكري السياسي، وليس من خلال حجم القوة، وحجم العمليات أو درجة من الجهد. وبالمثل يوفر الفن التشغيلي النظرية والمهارات.

## خلفية
خلال القرن الثامن عشر وأوائل القرن التاسع عشر، كان تكتيكات المصطلحات الكبرى تستخدم لوصف مناورات القوات التي لم تشترك من الناحية التكتيكية، بينما في أواخر القرن التاسع عشر وحتى الحرب العالمية الأولى ومن خلال الحرب العالمية الثانية، تم استخدام مصطلح إستراتيجية صغيرة من قبل بعض المعلقين العسكريين. نشأ التشويش حول المصطلحات في المنشورات العسكرية المهنية، التي سعت لتحديد ظلال مختلفة قليلاً للمعنى، «كالتكتيكات الرئيسية، التكتيكات البسيطة، الإستراتيجية الكبرى، الإستراتيجية الرئيسية، والإستراتيجية البسيطة». لم يكن المصطلح مستخدمًا على نطاق واسع في الولايات المتحدة أو بريطانيا قبل 1980-1981، عندما نوقشت كثيرًا وبدأت في الدخول إلى مذاهب عسكرية ودورات تدريبية للقتال.

## الدور في التأريخ
في حين أن مجموعة الفن التشغيلي الناشئة وإنشاء مستوى عملي للحرب على وجه التحديد جديدة نسبياً، فقد كان الفن التشكيلي موجوداً من الناحية العملية طوال التاريخ المسجل. لقد اتبعت الشعوب والقادة أهدافًا سياسية طويلة من خلال الأعمال العسكرية، ويمكن للمرء أن يدرس حملات أي فترة من المنظور الوجودي للفن التشغيلي. حيث تشترك مدارس الفكر الحالية في الفن التشغيلي في الرأي الأساسي القائل بأن النجاح العسكري لا يمكن قياسه إلا بتحقيق الأهداف السياسية والاستراتيجية، وبالتالي يستطيع المؤرخون تحليل أي حرب من حيث الفن التشغيلي.
في حالة تحليل الحرب العالمية الثانية، لم يستخدم الفيرماخت المستوى التشغيلي كمفهوم رسمي عقائدي خلال حملات 1939-1945. وبينما كان الموظفون في القوات الألمانية على علم بالفن التشغيلي، فإن الوعي والممارسة كانت محدودة بشكل أساسي على الضباط المدربين من الموظفين العامين. ومع ذلك، فإن الطبيعة الوجودية للفن التشغيلي تعني أن فحص حملة أو عملية ضد أهداف سياسية صحيحة بغض النظر عن هياكل الفترة. وهكذا يمكن لعناصر الفن التشغيلي، الزمان والمكان والوسائل والغاية، أن تضيء الأفكار والأفعال في أي عصر، بغض النظر عن البنية المعاصرة السائدة.